# Baccio da Filicaia
Baccio Bartolomeo da Filicaia (Florença, 1565 — Salvador, 1628) foi um arquiteto militar florentino. Atuou em Portugal e no Brasil entre o fim do século XVI e o início do século XVII.

## Biografia
Era membro de uma família nobre de mercadores florentinos, que se tinham instalado no Reino de Portugal em Lisboa, e aí frequentou a Aula da Esfera. Depois passou a prestar serviços para a coroa portuguesa
Esteve em Santos e em São Vicente, na comitiva de D. Francisco de Sousa, em 1599.
Acredita-se que foi responsável, em Salvador, pela reconstrução do Fortim de São Filipe, no governo-geral de D. Francisco de Sousa (1591-1602), com os cargos de engenheiro-mor do Estado e de capitão de artilharia. Conhecedor de arquitetura militar, artilharia e cosmografia, sobre as suas funções neste período Filicaia registou em correspondência: "Ocupou-me [D. Francisco de Sousa] em restaurar muitas [fortalezas] e fortificar outros portos de novo", e complementa: "exercitei muitos bombardeiros e acomodei toda a artilharia das ditas praça-fortes".
Após a partida daquele governante, serviu ainda com o seu sucessor, D. Diogo Botelho, que lhe determinou conquistar as províncias dos rios Maranhão e Amazonas.
Em sua homenagem em diversas cidades do Brasil, logradouros públicos receberam o seu nome.